# Okuno Hiroaki
Okuno Hiroaki (奥埜 博亮 (Áo Dã Bác Lượng) Okuno Hiroaki, sinh ngày 14 tháng 8 năm 1989) là một cầu thủ bóng đá người Nhật Bản thi đấu cho Vegalta Sendai ở vị trí tiền vệ.

## Sự nghiệp
Okuno bắt đầu sự nghiệp tại Vegalta Sendai, ký hợp đồng chuyên nghiệp năm 2012 sau khi tốt nghiệp hệ thống trẻ. Anh ra mắt J. League trước Kawasaki Frontale tại Sân vận động Todoroki.

## Thống kê câu lạc bộ
Cập nhật đến ngày 23 tháng 2 năm 2018.
| Thành tích câu lạc bộ | Thành tích câu lạc bộ | Thành tích câu lạc bộ | Giải vô địch | Giải vô địch | Cúp                   | Cúp                   | Cúp Liên đoàn | Cúp Liên đoàn | Khác    | Khác      | Tổng cộng | Tổng cộng |
| Mùa giải              | Câu lạc bộ            | Giải vô địch          | Số trận      | Bàn thắng    | Số trận               | Bàn thắng             | Số trận       | Bàn thắng     | Số trận | Bàn thắng | Số trận   | Bàn thắng |
| Nhật Bản              | Nhật Bản              | Nhật Bản              | Giải vô địch | Giải vô địch | Cúp Hoàng đế Nhật Bản | Cúp Hoàng đế Nhật Bản | J. League Cup | J. League Cup | Khác1   | Khác1     | Tổng cộng | Tổng cộng |
| --------------------- | --------------------- | --------------------- | ------------ | ------------ | --------------------- | --------------------- | ------------- | ------------- | ------- | --------- | --------- | --------- |
| 2010                  | Vegalta Sendai        | J1 League             | 0            | 0            | –                     | –                     | 0             | 0             | –       | –         | 0         | 0         |
| 2011                  | Vegalta Sendai        | J1 League             | 0            | 0            | –                     | –                     | 1             | 0             | –       | –         | 1         | 0         |
| 2012                  | Vegalta Sendai        | J1 League             | 2            | 0            | 1                     | 1                     | 4             | 0             | –       | –         | 7         | 1         |
| 2013                  | V-Varen Nagasaki      | J2 League             | 16           | 3            | 1                     | 0                     | –             | –             | 1       | 0         | 18        | 3         |
| 2014                  | V-Varen Nagasaki      | J2 League             | 39           | 4            | 2                     | 1                     | –             | –             | –       | –         | 41        | 5         |
| 2015                  | Vegalta Sendai        | J1 League             | 32           | 7            | 4                     | 1                     | 4             | 0             | –       | –         | 40        | 8         |
| 2016                  | Vegalta Sendai        | J1 League             | 34           | 4            | 1                     | 0                     | 6             | 0             | –       | –         | 41        | 4         |
| 2017                  | Vegalta Sendai        | J1 League             | 31           | 4            | 1                     | 0                     | 8             | 2             | –       | –         | 40        | 6         |
| Tổng                  | Tổng                  | Tổng                  | 154          | 22           | 10                    | 3                     | 23            | 2             | 1       | 0         | 188       | 27        |

1Bao gồm Promotion Playoffs to J1.